# 境根原合戦
境根原合戦（さかいねはらかっせん）とは、文明10年12月10日（1479年1月2日）、下総国境根原（現千葉県柏市酒井根）にて行われた合戦。上杉定正の重臣太田道灌が、下総の土豪千葉氏の内紛に絡む形で始まった。

## 経緯

### 長尾景春の乱
康正元年（1455年）、前年に勃発した古河公方足利成氏と山内上杉家・扇谷上杉家・室町幕府・鎌倉公方（堀越公方）足利政知の対立による騒乱（享徳の乱）で下総の千葉氏も内紛が勃発する。宗家・14代千葉介の胤直・胤宣父子は一族の馬加城主・馬加康胤と重臣の小弓城主原胤房らに居城の亥鼻城を急襲され城が陥落。千葉胤直父子は志摩城・多古城にて自刃し、名族千葉氏の宗家は滅亡した。翌康正2年（1456年）、胤直の弟の胤賢の子、実胤・自胤兄弟は東常縁の援軍を得て国府台城に立て籠もったが、奮戦空しく敗れて武蔵石浜城、武蔵赤塚城に逃れ、扇谷上杉家重臣の太田道灌に庇護された。
20年後の文明8年（1476年）12月、長尾景春は山内上杉家の家宰職の後嗣を巡って上杉顕定に背き鉢形城で挙兵、長尾景春の乱がおきる。景春は翌文明9（1477年）正月、五十子陣の上杉氏本陣を襲撃し落城、上杉氏は上野に逃れた。扇谷上杉家の家宰・太田道灌は景春に帰服を呼びかけるが景春は拒否する。5月に用土原の戦いが行われ、道灌ら上杉軍は景春を破った。景春は敗れて鉢形城に立て籠もり、再起を図る。上杉氏は鉢形城を包囲し、降伏勧告を再三行う。景春は不利を挽回しようと、古河公方足利成氏に支援を要請した。7月には成氏が結城氏、宇都宮氏、那須氏、佐々木氏、横瀬氏といった関東各地の土豪らを引き連れて上野の滝まで進軍する。上杉顕定、上杉定正らは鉢形城の包囲を解いて上野の防衛を固めた。文明10年（1478年）正月、上杉氏と足利成氏の間で和議なり、景春も成氏の説得で鉢形城に帰還した。
しかし、千葉孝胤は停戦に従わず、長尾景春と結んで上杉氏に対抗した。これを討伐するため、太田道灌・千葉自胤は国府台城に着陣。これにより両者の戦闘は避けられない事態となり、境根原合戦が始まる。

## 本戦

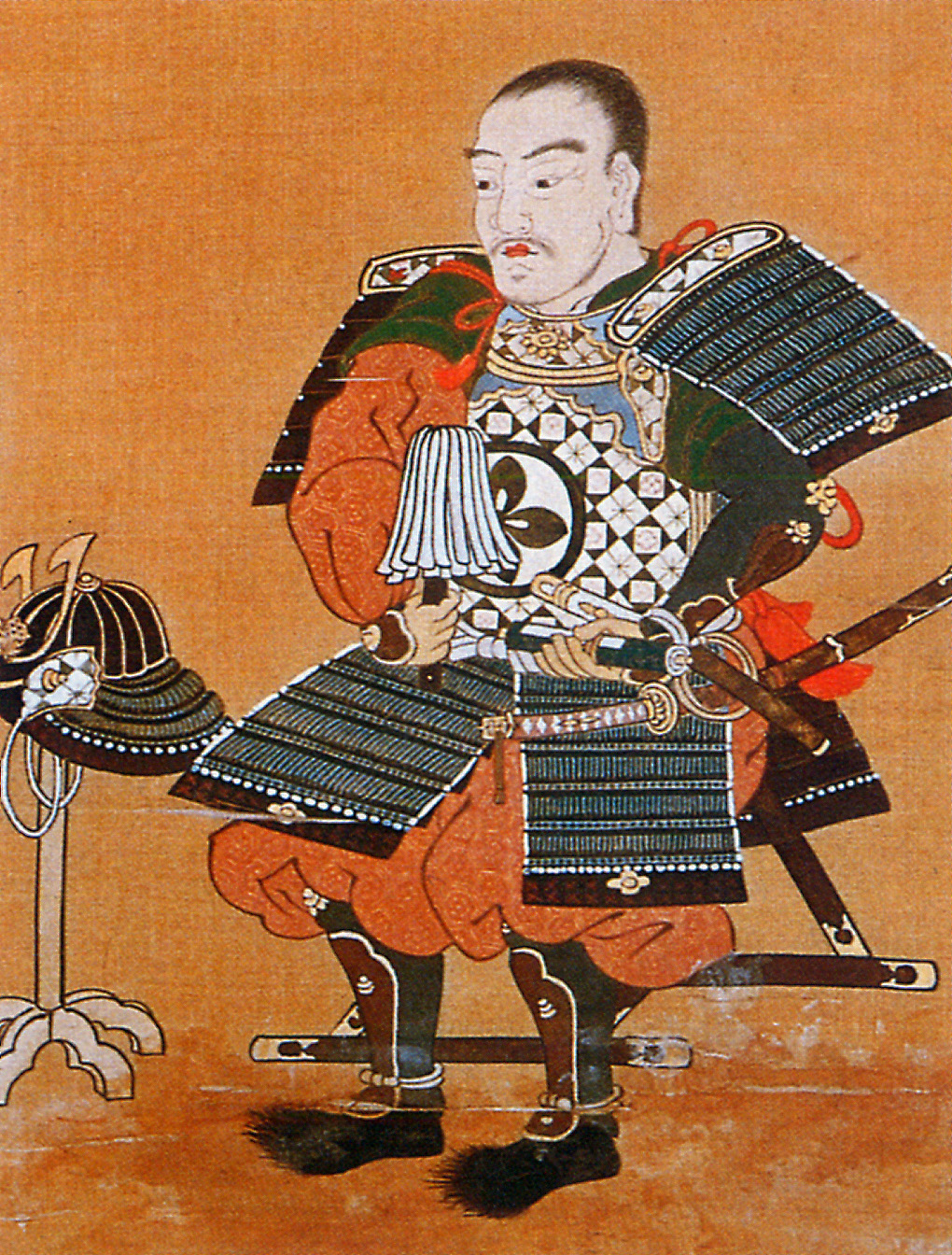
太田道灌

境根原合戦について、太田道灌が上杉定正の側近高瀬民部少輔に宛てた長文の書状「太田道灌状」には、合戦の理由について「千葉介孝胤御退治事、古河様江申成、自胤為合力向彼国（千葉孝胤を退治することを、古河公方（足利成氏）様に申し出、自胤と力を合わせ、かの国（下総）へ出向いた）」「関東御無為儀者（関東の御無為のため）」などと書かれている。しかし戦況については「十二月十日於下総境根原令合戦得勝利（十二月十日、下総境根原に於いて合戦をして勝利を得たり）」としか書いておらず、勝利した事実のみを述べている。
しかし、「鎌倉大草紙」では、道灌の進軍に対し孝胤が境根原に出張ったため、道灌が馳せ向かい、10日丸一日戦い暮らし、孝胤が打ち負けて撤退した、とある。そして孝胤の重臣一族木内氏、原氏などに死者を出した（具体的に誰なのかはわかっていない）。また、この地域の死者の名を記す本土寺の「本土寺過去帳」では「堺根原合戦」に於いて匝瑳勘解由（そうさかげゆ）、野嶋入道、今泉入道、津布良左京亮妙幸などが戦死したと書かれる。匝瑳氏は高田の豪族、野嶋は我孫子の豪族であり、戦争の大きさを伝える。

## その後
敗れた孝胤は臼井城に籠った。道灌は甥の太田資忠を千葉自胤につけ、長躯臼井城を攻撃した。翌文明11年（1479年）1月、臼井城が陥落する。しかし孝胤らの決死の逆襲を受け資忠が戦死、自胤も撤退した。そして、孝胤も混乱にまぎれて逃走し、戦役が終了した。この後自胤は再び下総への侵攻を考えたが、下総で孝胤を支持する勢力が多く、侵攻をあきらめた。これにより、下総での一連の戦も集結し、孝胤の子孫が千葉宗家を継承することになる。
文明14年（1482年）、幕府と古河公方の間で和議なって享徳の乱が終結。よって千葉の内乱も小規模化する。

## 現在

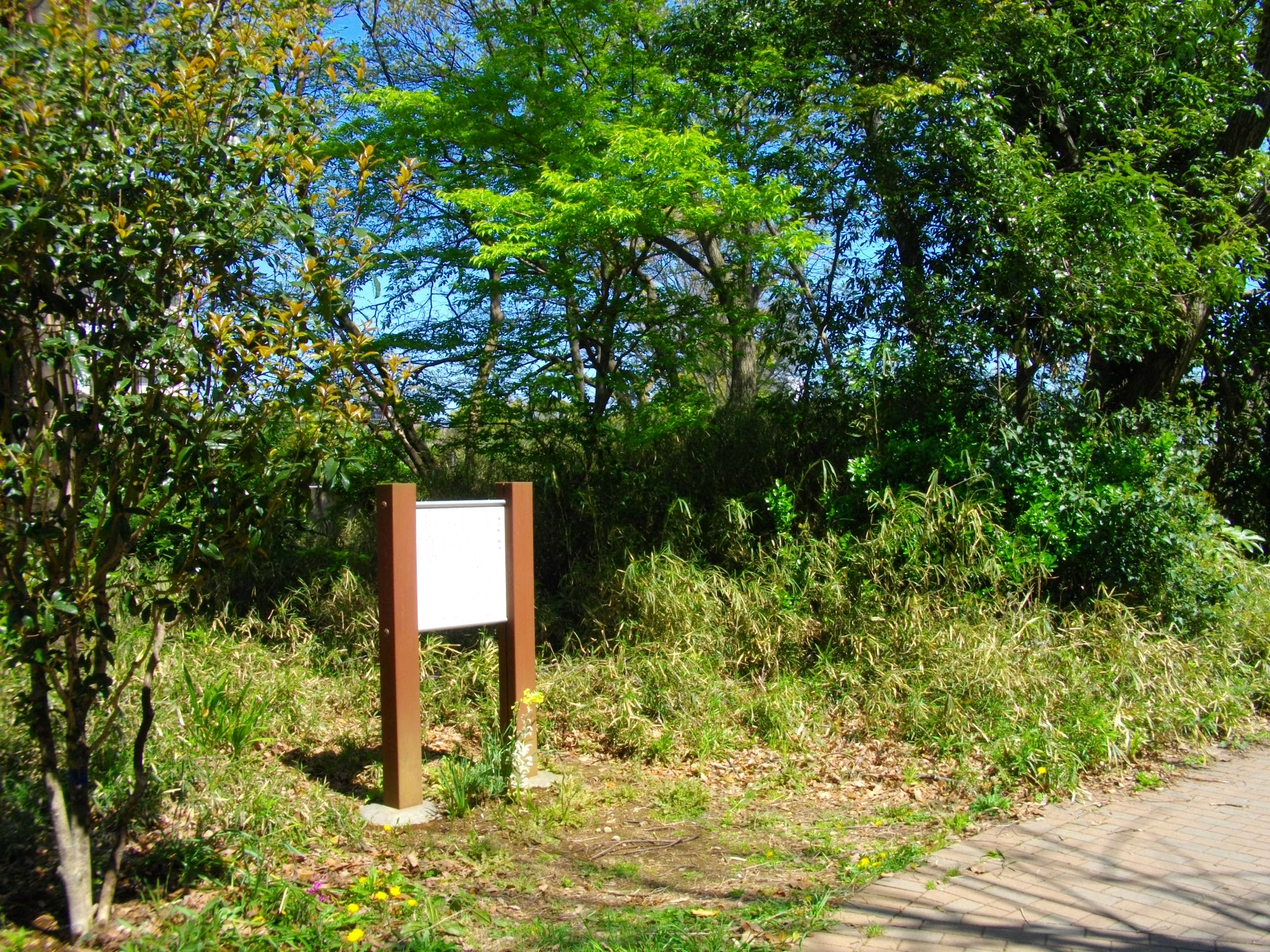
境根原合戦戦跡（千葉県柏市光ヶ丘団地）

柏市酒井根には「合戦場」と称する箇所が多数あり、またかつては千、万ともいう数の塚があり、原、木内など千葉孝胤軍の将兵の墓であると伝えられていた。光が丘の開発などでこれらの塚も埋められてしまったが、現在も団地の隙間など一部箇所に塚が残っている。
また、柏市中央図書館の正門前にある柏市の地図の中に、「境根原合戦古戦場」と書かれてある。